# Czesław Turski
Czesław Turski (ur. 20 stycznia 1919, zm. 7 listopada 2000 w Warszawie) – polski kardiochirurg i torakochirurg, transplantolog, profesor nauk medycznych.

## Życiorys
Ukończył studia na Wydziale Lekarskim UW. 
Jeden z czołowych polskich transplantologów, przez wiele lat związany z warszawskim szpitalem MSW, gdzie kierował Oddziałem Chirurgii Ogólnej i Torakokardiochirurgii. Był uczniem Leona Manteuffla-Szoege. Wykształcił kadrę wybitnych torakokariochirurgów i chirurgów. 
Został pochowany na cmentarzu Bródnowskim w Warszawie (kw. 22F-V-2).